# تشارلز روي ماكينون
تشارلز روي ماكينون (بالإنجليزية: Charles Roy MacKinnon)‏ (1924، جزيرة سكاي في المملكة المتحدة - 2005، اسكتلندا في المملكة المتحدة)؛ مؤرخ، كاتب، طيار وروائي بريطاني.